# Metel Ožegović
Metel Ožegović (Zagreb, 4. svibnja 1814. – Beč, 9. veljače 1890.), barun, hrvatski političar i preporoditelj iz plemićke obitelji Ožegović Barlabaševački.

## Životopis
Završio je Klasičnu gimnaziju u Zagrebu 1827. godine. Studirao je pravo u Pešti uz veliku podršku oca Stjepana, uglednog političara i strica Mirka, modruškog biskupa. Nakon završetka školovanja doselio se u Varaždin, gdje ga je grof Đuro Erdödy 1831. imenovao honorarnim podbilježnikom, a 1836. velikim bilježnikom Varaždinske županije (1836. – 1845.). Tijekom svog života i djelovanja u Varaždinu zalagao se za hrvatski jezik, a 1838. godine utemeljio je narodnu čitaonicu u Varaždinu. Bio je zastupnik Hrvatskog sabora na zajedničkom saboru (1843. – 44. i 1847. – 48.) gdje je djelovao na obrani političke samostalnosti Hrvatske. Godine 1845. imenovan je tajnikom Ugarske dvorske kancelarije, a 1847. savjetnikom Ugarskog namjesničkog vijeća.
Potkraj 1848. godine član je izaslanstva koje je bezuspješno pregovaralo s predstavnicima mađarske vlade, a zajedno s banom Jelačićem zalagao se za pripojenje Hrvatske vojne krajine Banskoj Hrvatskoj. Istodobno postao je savjetnik Ministarstva unutarnjih poslova u Beču. Godine 1851. vijećnik je Vrhovnog kasacijskog suda, član Državnog savjeta i tajni savjetnik. Godine 1858. stekao je barunski naslov i kupio vlastelinstvo Bela s dva dvora i šumom.
Nakon obnove ustavnosti 1860. godine zalagao se za sjedinjenje Dalmacije s Hrvatskom te sklapanje saveza Slavena i Mađara protiv njemačke dominacije i za preustroj Austrije u federaciju povijesnih pokrajina.
Odlučno se protivio Hrvatsko-ugarskoj nagodbi iz 1868. godine, a nakon što je ona ipak sklopljena, povukao se iz javnog života.

## Privatni život
Godine 1839. oženio se groficom Ivanom Sermage († 1878.) s kojom je imao sina Ljudevita, koji je oženio groficu Olgu Erdödy, i kćer Idu, koja se udala za štajerskog plemića baruna Alfreda Moscona.

## Vanjske poveznice
- knjiznica-vz.hr - Metel Ožegović